# 霍尔迪·阿尔瑙
霍尔迪·阿尔瑙（西班牙語：Jordi Arnau，1970年4月7日—），西班牙男子曲棍球运动员。他曾代表西班牙国家队参加1996年夏季奥林匹克运动会曲棍球比赛，获得一枚银牌。

## 家庭
弟弟哈维·阿尔瑙。